# Massilia haematophila
Massilia haematophila es una bacteria gramnegativa del género Massilia. Fue descrita en el año 2011. Inicialmente se aisló en el año 1997 y no fue descrita hasta 2008 con el nombre de Naxibacter haematophilus. Su etimología hace referencia a amante de la sangre. Es aerobia. Tiene un tamaño de 1 μm de ancho por 2 μm de largo. Forma colonias de color beige, traslúcidas y con márgenes enteros tras 24 horas de incubación. Crece en agar R2A, TSA, PYE y NA. Temperatura de crecimiento entre 15-37 °C, óptima de 25-30 °C. Oxidasa positiva. Es sensible a polimixina, penicilina, amoxicilina, gentamicina, trimetoprim, ciprofloxacino, rifampicina y colistina. Se ha aislado de la sangre de un paciente de 23 años con múltiples problemas de salud, en Suecia.